# Tanaecia aridaya
Tanaecia aridaya är en fjärilsart som beskrevs av Hans Fruhstorfer 1913. Tanaecia aridaya ingår i släktet Tanaecia och familjen praktfjärilar. Inga underarter finns listade i Catalogue of Life.